# Locomotiva kkStB 50
Le locomotive kkStB 50 erano locomotive a vapore con tender per treni merci a vapore saturo, di rodiggio 0-3-0, delle ferrovie imperial-regie di stato della Austria (KkStB).

## Storia
Le locomotive del gruppo erano state costruite dalla fabbrica di locomotive a vapore Floridsdorf per il servizio sulla Praga-Duchcov in numero di 25 unità tra 1872 e 1883 e sulla ferrovia Rudolfiana in numero di tre (KRB serie IV 92-96); inquadrate dopo il 1905 nel gruppo delle ferrovie statali kkStB 50 ebbero i numeri, rispettivamente, 1-25 e 26-28. Alla fine della prima guerra mondiale il gruppo venne assegnato interamente alle ferrovie del nuovo stato cecoslovacco ove furono immatricolate come ČSD 312.001-24 ad eccezione delle kkStB 50.16, 23 e 26 che non ebbero immatricolazione e furono radiate poco tempo dopo e della kkStB 50.02 "Arnoldstein", che faceva servizio (con il numero 94) sulla "Rudolfiana" e venne consegnata all'Italia dove divenne FS 219.001.

## Caratteristiche tecniche
Le locomotive erano a vapore saturo, con pressione massima di esercizio della caldaia di 9 bar, a 2 cilindri esterni a semplice espansione. Il rodiggio era 0-3-0 con ruote motrici accoppiate a biella.
La velocità massima raggiunta era di 45 km/h.
Il tender accoppiato era a 3 assi.